# Rosso fango
Rosso fango è un cortometraggio del 2002 diretto da Paolo Ameli.
Ha vinto il premio David di Donatello del 2003 come miglior cortometraggio, ex aequo con Racconto di guerra di Mario Amura e il Globo d'oro 2003, sempre come miglior cortometraggio.

## Trama
Il 28 settembre 1918, durante la prima guerra mondiale, un plotone britannico del Reggimento Duca di Wellington si getta all'assalto di alcune trincee tedesche situate nel villaggio francese di Marcoing. Mentre infuria il combattimento, il soldato semplice Henry Tandey, che conduce l'attacco, viene scaraventato in una buca dove incontra un caporale tedesco, che gli punta addosso il fucile. L'arma fa cilecca e Tandey ne approfitta per attaccarlo con un pugnale, ferendolo al fianco.
Non riuscendo a trovare una via di fuga sotto i colpi dei mortai e delle pallottole, la testa di Tandey è sopraffatta dalle urla del suo avversario ferito, a tal punto che non gli resta che finirlo. Tuttavia un momento di lucidità glielo fa risparmiare e l'inglese medica la ferita al soldato tedesco. Prima di andare via il ferito chiede ad Henry Tandey il suo nome e anche lui ricambia chiedendo "E il tuo nome, camerata?". Il tedesco gli risponde: "Caporale Adolf Hitler". Il corto si conclude con uno sguardo di Hitler ricco di significati.

## Differenze con la realtà storica
Adolf Hitler non fu ferito da Tandey: quando il soldato britannico incontrò il caporale tedesco, quest'ultimo era già stato ferito da una scheggia e giaceva inerme. Tandey decise dunque di rispamiare Hitler e se ne andò senza prestargli alcun soccorso.

## Riconoscimenti
- 2003 – David di Donatello
  - Miglior cortometraggio (ex aequo con Racconto di guerra)[3]
- 2003 – Globo d'oro
  - Globo d'oro al miglior cortometraggio[2]